# Lista över frilandshibiskussorter
Ett urval namnsorter av frilandshibiskus (Hibiscus syriacus)
- Admiral Dewey - blommor 7,5 cm vida, rent vita. Fylldblommig. Blommorna är större än hos 'Jeanne d'Arc'.
- Agi No Sang - blommor blå. Fylldblommig.
- Agnes - blommor mycket stora och flata, malvarosa-purpur. Fylldblommig.
- Akagionmamori - blommor c 9 cm vida, mörkt cyklamenrosa med rött öga. Halvt fylldblommig med krusiga kanter. Övre ståndare normala. Upprätt, medelstor buske. Blad i de närmaste utan flikar, något krusiga, rombiska.
- Alba Plena - blommor vita. Fylldblommig.
- Albus - blommor 10 cm vida, vita. Enkelblommig.
- Amplissimus ('Paeoniflorus', 'Pompon Rouge') - blommor 7,5 cm vida och 4,5 cm långa, orkidérosa med mörkare rött öga. Fullt fylldblommig och nejlikliknande. Medelhög buske. Blad flikiga med 3 huvudflikar. Välförgrenad, medelstarkt växande.
- Andong - blommor purpur. Enkelblommig.
- Anemoniflorus - blommor vita med rött öga, Halvt fylldblommig. Andra källor anger röda med mörkare rött öga. Möjligen förväxlas den med 'Amplissimus'.
- Ardens - blommor purpurlila eller purpurrosa, senare blå, med rödbrun basfläck. Fylldblommig.
- Argent Blue - blommor blå eller blålila, enkelblommig. Blad fläckiga i gräddvitt.
- Armande - blommor medelstora, lavendelblå med rött öga. Enkelblommig. Liknar 'Bredon Springs'.
- Asadal - blommor vita med rött öga. Medeltidig. Enkelblommig. Svagväxande.
- Asanyo ('Asanyeo') - blommor stora, ljust röd med rött öga. Medeltidig. Halvt fylldblommig.
- Baby Face - blommor vita. Enkelblommig.
- Banner - blommor 7-9 cm vida, vita till svagt rosa med rött öga. Blad små. Tätt fylldblommig. Beskrivs ibland som rent vit. Svagväxande. Liknar 'Pulcherrimus'.
- Beatrice - blommor medelstora, klart rosa eller blekt röda med röd basfläck. Enkelblommig.
- Blushing Bride - blommor ljust rosa eller rosa. halvdubbla eller dubbla. Liknar 'Leopoldii'.
- Brendon Springs - blommor klart purpurlavendel. Enkelblommig.
- Bull's Eye - blommor stora, rosaröda med röd basfläck. Enkelblommig.
- Candy Stripe - blommor vita och rosa streckade i rött. Enkelblommig.
- Cicola = 'Elegantissimus'
- Coelestis ('Celestial Blue') - blommor blå med rött öga. Enkelblommig. Blommor mindre än hos 'Oiseau Bleu'.
- Collie Mullens - blommor små, purpurröda eller purpurlavendel med rött öga. Fylldblommig.
- Comte de Flandres ('Boule de Feu') - blommor stora, djupt klart färgade utan grå ton. Fyllt fylldblommig, nejlikliknande. Liknande eller identisk med 'Duc de Brabrant'. Liknar också 'Lucy' men har större, mer dubbla blommor. Blommar dåligt i kallare klimat.
- Diana - blommor 12 cm, rent vita. 200 cm. Enkelblommig. Rikblommande och relativt tidig. Medeltidig. Blad mörkt gröna. Triploid och bildar sällan frön.
- Dorothy Crane - blommor vita med rött öga. Enkelblommig.
- Elegantissimus - blommor små, vita med rött öga. Fylldblommig. Identisk med 'Bicolour, 'Cicola' och möjligen 'Lady Stanley'.
- Floru (VIOLET SATIN) - blommor djupt rosavioletta eller purpurrosa med djupare rött öga. 270 × 175 cm eller mer.  Enkelblommig. Tidig. Blad treflikiga. Frisk, stark växt. Växer snabbare och har grövre grenar än 'Minerva'. Den blommar också rikligare och har djupare färgton i blomman. Upprättväxande, buskigt växtsätt.
- Freedom - blommor stora, gråaktigt rosaröda. Halvt fylldblommig till fylldblommig. Starkväxande. Har större blommor än de flesta andra fylldblommiga. Blad stora och friska.
- French Hamabo - blommor stora, blekt rosa med rött öga som strålar ut över kronbladen. Enkelblommig. Liknar 'Hamabo' men mer starkväxande.
- Gussie - blommor ljust rosavita med rött öga. Fylldblommig. Liknar 'Lady Stanely' och 'Leopoldii'.
- Hamabo - 200 cm. Blommor stora, blekt rosa till lavendelrosa med rött öga som strålar ut över kronbladen. Ofta något fläckig. Enkelblommig.
- Helene - blommor stora och tjocka, vita med mörkt rött öga. Enkelblommig. Triploid.
- Jean d'Arc ('Albus Plenus', 'Jeanne d'Arc', 'Luteus Plenus') - blommor små, rent vita. Fylldblommig. Liknar 'Admiral Dewey' och 'Ranuculiflorus'.
- La Veuve ('Bicolour', 'Elegantissima', 'Speciosus') - blommor vita med mörkt röda basfläckar, halvdubbla och relativt små.
- Lady Stanley - blommor ljust rosa med rött öga. Färgen är något oren. Fylldblommig. Nästan identisk med 'Blushing Bride', 'Gussie' och 'Leopoldii'. Anses ibland identisk med 'Elegantissimus', men den sorten beskrevs som vit med rött öga.
- Lenny - blommor blekt malvarosa. Enkelblommig.
- Leopoldii - blommor små, ljust rosa med rött öga. Fylldblommig. Mycket lik 'Lady Stanley'.
- Lucy - blommor mörkt rödrosa. Fylldblommig. Något spretigt växtsätt.
- Maike - blommor medelstora, fylligt rosa. Enkelblommig. Några ståndare är kronbladslika.
- Marina (BLUE SATIN) 270 cm. Blad ovala eller rombiska, treflikiga.  Blommor 10,5 cm, blåvioletta med mörkt purpur öga och nerver, Enkelblommig. Sorten sägs vara mer starkväxande än 'Oiseau Bleu' och bättre lämpad för kommersiell produktion. Möjligen den bästa blå sorten. Starkväxande, upprätt och välförgrenad sort.
- Mathilde (BLUSH SATIN, 'Mathilda') - blommor ca 10 cm vida, ljust lavendelrosa med rött öga. Knoppar mörkt rosa. 3 × 2 m. Enkelblommig, ibland med extra, förkrympa kronblad. Liknar 'Hamabo' men mer starkväxande. Rikblommande. Upprättväxande, tät och välförgrenad. Blad treflikiga.
- Mauve Queen - blommor små, mörkt purpurrosa. Enkelblommig med trumpetform.
- Meehanii - blommor medelstora, ljust lavendelblå med rött öga. Enkelblommig. Blad gröna med gula markeringar. Svagväxande och tämligen klen.
- Melrose - blommor medelstora, vita med rött öga. Enkelblommig, med rak trumpetform.
- Melwhite - blommor rent vita. Enkelblommig.
- Mimosa (ROSE SATIN) Blommor stora, klart rosa. Enkelblommig med vågiga kanter. Rikblommande.
- Minerva - blommor stora, blekt lavendelblå med rosa anstrykning och mörkt rött öga. Enkelblommig. Triploid.
- Monstrosus - blommor vita med rött öga. Enkelblommig. Liknar 'Dorothy Crane'.
- Morning Star - blommor vita med röda strimmor. Fylldblommig.
- Notwoodone (LAVENDER CHIFFON) 270 × 175 cm. Blad treflikiga.  Blommor 10 cm, lavendelrosa. Halvt fylldblommig med fem normala kronblad och en varierande tofs av petaloider i mitten. Starkväxande och rikblommande. Patenterad. Upprättväxande, tätt välförgrenad.
- Notwoodtwo23 - 300 × 200 cm. Blommor vita. Halvt fylldblommig.
- Oiseau Bleu ('Blue Bird') - 250 cm. Blommor 8-12,5 cm, himmelsblå, mot basen med ljust purpur strimmor och med mörkt purpur öga. Enkelblommig. Starkväxande. Rikblommande. Blommorna sluter sig vid fuktig väderlek. Många svaga lilablå sorter odlas felaktigt under detta namn och dessa bör undvikas. Liknar den mer bättre 'Marina'. 'Oiseau Bleu'

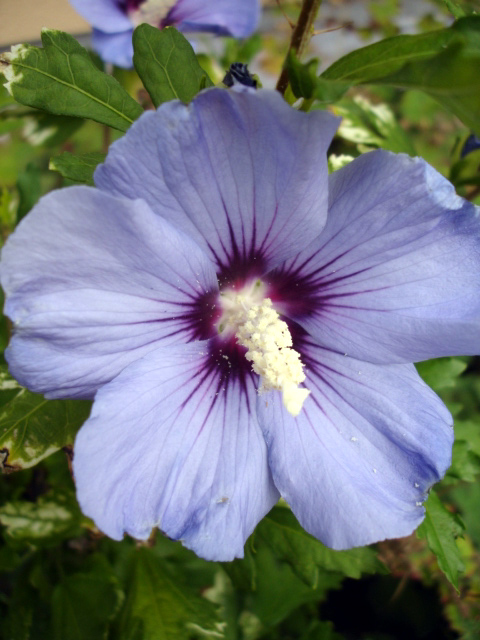
'Oiseau Bleu'

- Pink Flirt - blommor lavendelblå, Enkelblommig. Blommorna är ej rosa som namnet antyder.
- Pink Giant (Flogi) - blommor klart rosa, Enkelblommig. Upprättväxande och välväxt buske.
- Puniceus Plenus - blommor rosaröda, Fylldblommig. Liknar 'Lucy', men har renare färger och mer kompakta blommor.
- Purple Sky - blommor purpur med rött stjärnöga, Enkelblommig.
- Purpureus Variegatus - blad gröna med gräddgula markeringar. Blommor mörkt bärnstensfärgade. Rena färger. Knopparna öppnar sig aldrig helt. Har bättre egenskaper än 'Meehanii'.
- Ranunculiflorus ('Ranunculbliflorus Plenus') - blommor små, rent vita. Fylldblommig.
- Redheart - blommor vita med rött öga. Enkelblommig. Starkväxande.

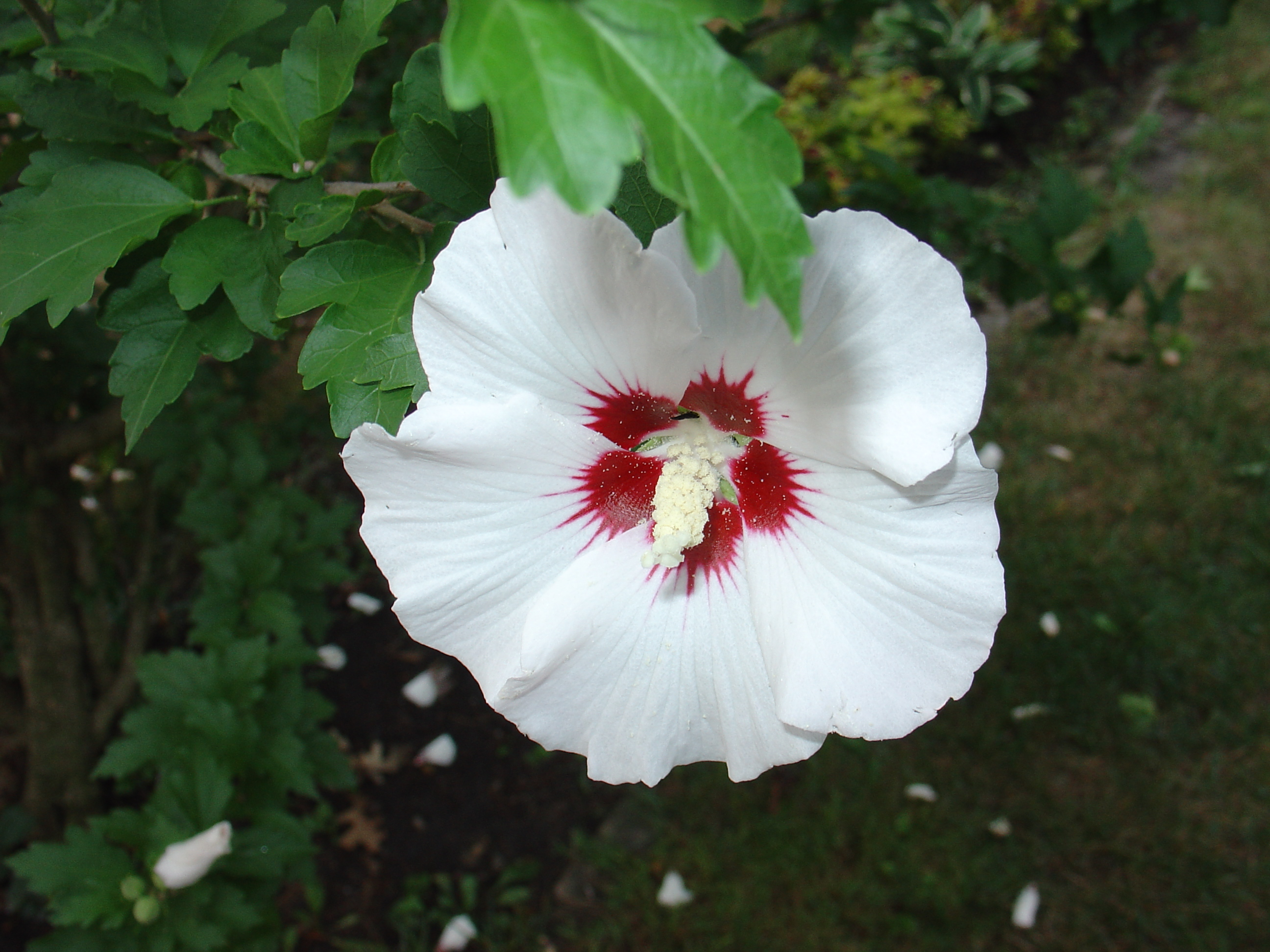
'Red Heart'

- Roseus Plenus ('Amaranthus') - blommor smutsigt rosa med rött öga. Fylldblommig. Svagväxande.
- Rosie Red - blommor rosaröda. Fylldblommig.
- Royal Purple - blommor purpur med rött öga. Halvt fylldblommig.
- Rubus - blommor rödrosa med rött öga. Enkelblommig.
- Ruby Glow - blommor vita med rött öga. Enkelblommig.
- Russian Violet - blommor stora, purpur med mörkt öga. Enkelblommig.
- Satin Rose - blommor stora, djupt rosa med rött öga. 8-10 Enkelblommig med vågiga kanter. Starkväxande. Den renast rosa sorten.
- Shiro-hanagasahvita Fylldblommig, de inre kronbladen är smala och oregelbundna.
- Sky Blue - blommor stora, ljust blå med ett litet rött öga. Enkelblommig. Svagväxande.
- Snowdrift ('Snow Drift') - blommor små, rent vita. Enkelblommig. Kompakt sort.
- Tosca - blommor stora, lavendelfärgade med rött öga. Enkelblommig. Blad stora.
- Totus Albus - blommor vita. Enkelblommig. Blommar sparsamt. Svagväxande.
- W.R. Smith - blommor rent vita. Enkelblommig med vågig kant. Kompakt sort.
- Wavecrest - blommor medelstora, lavendelblå. Enkelblommig.
- William R. Smith - 150 × 120 cm. Blad relativt djupt flikiga. Blommor 10 cm vida, vita. Enkelblommig. Härdig till -15°C.
- Violet Clair Double - blommor stora, purpurblå. Halvt fylldblommig.
- Woodbridge - blommor rosaröda med rött öga, 10 cm vida, enkla. Förväxlas ibland med en okänd lavendelblå sort.